# 알리셰르 우스마노프
알리셰르 부르하노비치 우스마노프(러시아어: Алише́р Бурха́нович Усма́нов, Alisher Burkhanovich Usmanov, 1953년 9월 9일 ~ )는 우즈베키스탄 출신의 러시아 기업인이자 잉글랜드 프리미어리그의 아스널 FC의 주요 주주이다. 또한 첼시 FC의 소유자 로만 아브라모비치, 포츠머스 FC의 전 소유자 알렉상드르 가이다마크와 동료 관계이며, 2010년 《포브스》에 따르면 재산은 72억 달러로 추정되며 세계 100위 부자이다.

## 일생과 경력
1953년 9월 9일 당시 소비에트 연방 영토이던 우즈베키스탄 나망간 주 나망간 출생으로, 아버지는 수도 타슈겐트의 검사로 일하고 있었고 모스크바 국립 국제 관계 연구소에서 1976년까지 국제법을 공부했다.
그러나 1980년 국가보안위원회(KGB)에 의해 수신 뇌물과 금품 갈취 혐의로 체포되어 강제노동 8년형을 선고받았다가 1986년 초 풀려났고, 2000년 7월 우즈베키스탄 대법원에 의해 무죄로 판결받았다.
1992년 리듬 체조 코치 출신의 이리나 비네르와 결혼하였고, 1997년 은행 연구 아카데미에도 참석하였다. 이후 귀금속, 철광석, 철강, 가스 및 미디어 기업에 다양한 관심을 보여 동업자이자 철강 재벌 바실리 아니시모프와 메탈로인베스트를 세웠고, 몰다비아와 우랄강 등지의 광산 기업 등 다양한 회사들을 인수하였다.
러시아 국영회사 가즈프롬의 관리 주주로도 일했고, 2006년 8월부터 미디어에도 투자해 스포츠 TV 채널 7TV의 지분 50%를 2500만 달러에 구입하고 2007년 6월 미국에도 3억 달러를 투자해 드라마 음악 채널 MUZ-TV의 지분 75%를 인수하였다.
2008년 5월 러시아의 휴대전화 회사 메가폰의 지분을 구입하였고, 텔레오민베스트의 메가폰 지분 31.3%를 포함해 58.9%를 구입했는데 전직 메가폰 주주인 뉴욕의 레오 로즈헤트스키와 소유권 분쟁을 벌였고 로즈헤트스키는 2008년 3월 라트비아에서 실종되었다.
2007년 8월 잉글랜드 프리미어리그의 아스널 FC의 지분 14.58%를 인수했고 미국의 아스널 주주인 스탠 크롱키와 지분 인수 분쟁을 벌이지도 했다. 이외에도 러시아의 여러 예술가들을 후원하고 있고 66m에 달하는 요트도 소유하고 있으며, 국제 펜싱 연맹의 회장이기도 하다. 2007년 9월 2일 크레이크 머레이에 의해 사기, 부패, 국가 재산 절도 혐의로 기소되었다가 사면되기도 했다.

## 같이 보기
- 아스널 FC
- 국제 펜싱 연맹